# Гайлінген
Гайлінген (нім. Gailingen) — громада в Німеччині, знаходиться в землі Баден-Вюртемберг. Підпорядковується адміністративному округу Фрайбург. Входить до складу району Констанц.
Площа — 13,17 км2. Населення становить 2898 ос. (станом на 31 грудня 2020).